# Barion
Barion [barión] (iz grške besede starogrško βαρύς, kar pomeni težek) je delec, ki ga sestavljajo trije kvarki. Barioni in mezoni spadajo v družino hadronov, ki jih sestavljajo kvarki. Barioni spadajo med fermione, (imajo spin enak {\displaystyle \hbar /2}, {\displaystyle 3\hbar /2} itd.), podrejajo se Fermi-Diracovi statistiki in zanje velja Paulijevo izključitveno načelo. Mezoni spadajo v skupino bozonov, ki pa imajo celoštevilčni spin.
Med barione spadata tudi proton in nevtron, ki se imenujeta nukleona. Od obeh je samo proton stabilen in ne razpade v druge delce. Nevtron pa razpade, če se ne nahaja v atomskem jedru, kjer je povezan z drugimi nukleoni. Ker so barioni sestavljeni iz kvarkov, sodelujejo v močnih interacijah. Vsak barion ima pripadajoči antidelec, ki se imenuje antibarion. Antibarioni so sestavljeni iz treh antikvarkov. Proton je sestavljen iz dveh kvarkov u in enega kvarka d, antiproton pa je sestavljen iz dveh antikvarkov u in enega antikvarka d. Barioni, ki vsebujejo vsaj en kvark s, toda ne vsebujejo kvarkov c ali b, se imenujejo hiperoni. 

## Zgodovina
V letu 1964 sta ameriški fizik Murray Gell-Mann (rojen 1929) in izraelski fizik Juval Ne’eman (1925 – 2006) izdelala model po katerem je bilo mogoče razvrstiti barione v skupine (oktet in dekuplet).

## Družine barionov
V družino baronov razen nukleonov (proton in nevtron) prištevamo tudi skupine delcev, ki jih označujemo z Δ, Λ, Σ, Ξ in Ω (glej sliko dekupleta barionov). 
barion Δ je sestavljen iz kvarkov u in d. Njegov spin je enak 3/2, razpadajo v glavnem na nukleon in pion.
barion Λ ima spin ½
barion Σ ima spin ½.
barion Ξ ima spin 1/2, čudnost -2.
barion Ω ima samo enega predstavnika, to je barion Ω-, ki ima spin 3/2 in čudnost -3.
Znanih je še več vzbujenih stanj barionov, ki pa imajo izredno kratko življenjsko dobo.

## Barionska snov v kozmologiji
Barionska snov je v kozmologiji snov, ki jo sestavljajo v glavnem barioni. To je snov iz katere so sestavljeni vsi znani atomi. S tem ločimo običajno barionsko snov od nebarionske, ki je zgrajena iz temne snovi in temne energije. Nebarionska snov je tudi snov, ki jo sestavljajo nevtrini ali prosti elektroni. Za kozmologijo je izredno pomebno razmerje med količino barionske in nebarionske snovi v Vesolju. V vidnem delu vesolja je več barionov kot antibarionov. Predvidevajo pa, da je ob prapoku nastalo enako število barionov in nebarionov. Ni znano, kdaj se je ta simetrija porušila. V sedanjem znanem delu Vesolja opažamo očitno barionsko asimetrijo.